# W. Clifford M. Scott
William Clifford Munroe Scott, auch in der Schreibweise William Clifford Munro Scott (* 11. März 1903 in der Metz, Wellington North (Provinz Ontario); † 19. Januar 1997 in Montreal) war ein kanadischer Psychoanalytiker, Psychiater und Hochschullehrer. Im Jahre 1953 war er kurzzeitig Präsident der British Psychoanalytical Society, um anschließend der erste Präsident der Canadian Psychoanalytical Society zu werden. Er war der Erste Kandidat von Melanie Kleins Lehranalysanden.

## Leben  und Wirken
Sein Vater war ein presbyterianischer Pfarrer. Scott studierte Medizin an der Universität von Toronto, wo er auch erste Erfahrungen in der Psychiatrie sammelte. Er setzte seine psychiatrische Ausbildung in New York und später in Baltimore am Johns Hopkins Hospital fort. Im Jahre 1930 erhielt er ein Stipendium für eine Weiterbildung in Neurologie am Queen’s Square Hospital in London. Im Jahre 1931 wurde er von der British Psychoanalytical Society zur Ausbildung zugelassen und Melanie Klein zur Lehranalyse zugewiesen.

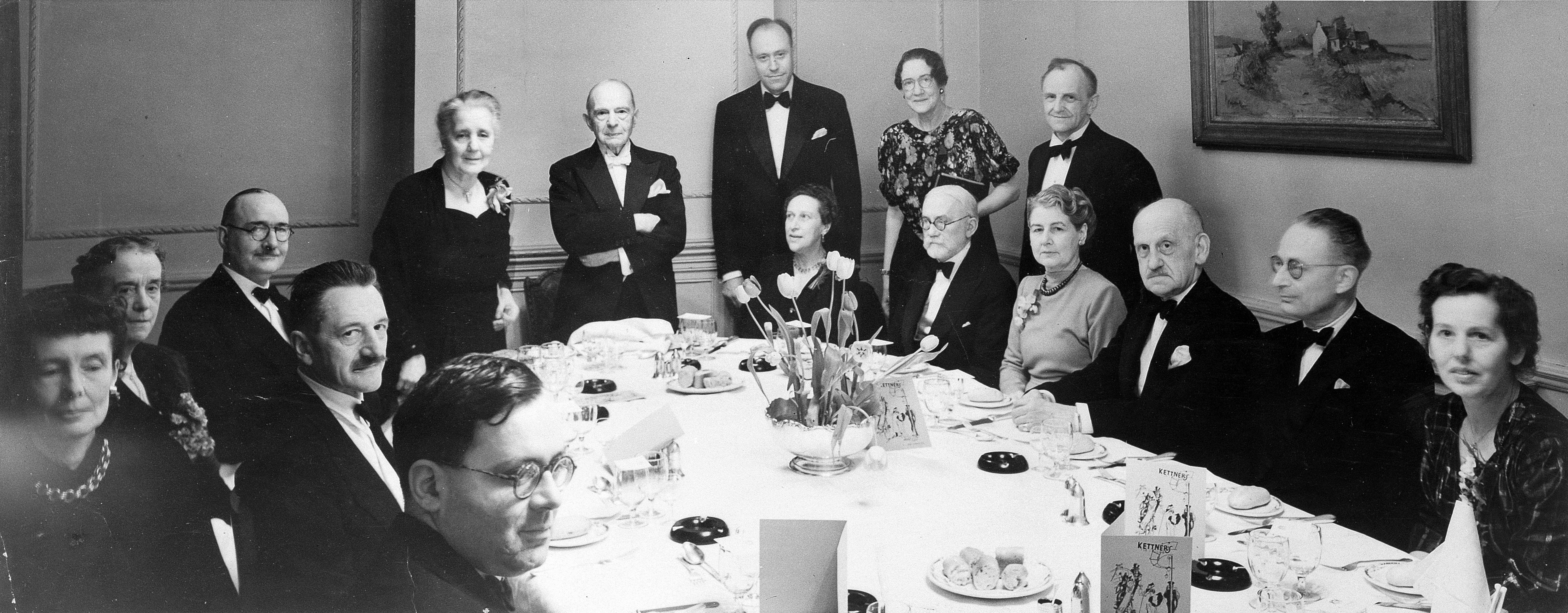
Abendessen zum 70. Geburtstag von Melanie Klein bei Kettner in London. W.1 (Kettner's Hotel, Lounge and Bar in Soho) 1952. Im Uhrzeigersinn von links nach vorne: Eric Klein, Mr. Roger E. Money-Kyrle, (hinter ihnen) Marion Milner, Sylvia Payne, W. Clifford M. Scott (sitzend), Melanie Klein (stehend), Dr. Ernest Jones (stehend), Dr. Herbert Rosenfeld (stehend), Mrs. Joan Riviere, Dr. Donald Winnicott (sitzend), Dr. Paula Heimann (stehend), James Strachey (stehend), Gwen Evans, Cyril Wilson, Dr. Michael Balint, Judy Clyne (alle sitzend)

Nach seiner Qualifikation begann er mit der psychoanalytischen Arbeit mit psychiatrischen Patienten im Maudsley Hospital und später im Cassel Hospital beide in London. Seine veröffentlichten Arbeiten aus dieser Zeit beschäftigten sich mit analytischen Ansätzen zu manisch-depressiven Störungen, Schizophrenie und den Störungen des Körperbildes. Er verließ die Krankenhaustätigkeit, um kurz vor dem Zweiten Weltkrieg in London zu praktizieren und zu unterrichten. Während des Zweiten Weltkriegs trat er als Psychiater zu den psychiatrischen Notfalldiensten in London bei. Nach dem Krieg nahm er seine Tätigkeit als Krankenhauspsychiater wieder auf. 1954 kehrte er nach Kanada zurück und übernahm eine Lehrtätigkeit in der Abteilung für Psychiatrie der McGill University, wo er bis 1959 blieb.
Seine Arbeiten werden in der Library and Archives Canada aufbewahrt.

## Publikationen (Auswahl)
- Child Psychiatry in Great Britain. The Canadian Journal of Psychiatry, July 1, 1958
- Some Psycho-Dynamic Aspects of Disturbed Perception of Time. British Journal of Medical Psychology, June 1948
- Application of Psychoanalytic Principles to the Treatment of In-Patients in Mental Hospitals.  Journal of Mental Science, Volume 94 – Issue 397 – October 1948, 767–772
- Experiences of a Student Intern at TPH. In: Edward Shorter (Hrsg.): TPH: History and Memories of the Toronto Psychiatric Hospital, 1925-1966. Wall and Emerson, Toronto 1996, S. 183–186.
- History of child analysis in Canada and its relationship to other psychotherapy of children. Canadian Psychoanalytic Society, Annual General Meeting, Montreal, (1992), Friday, June 5